# Northrop XFT
Northrop XFT là một mẫu thử máy bay tiêm kích của Hoa Kỳ trong thập niên 1930.

## Biến thể
XFT-1
XFT-2
Northrop 3A
Vought V-143
Vought V-150
Vought AXV

## Tính năng kỹ chiến thuật (XFT-1)
Dữ liệu lấy từ McDonnell Douglas Aircraft since 1920
Đặc điểm tổng quát
- Kíp lái: 1
- Chiều dài: 21 ft 11 in (6,68 m)
- Sải cánh: 32 ft 0 in (9,75 m)
- Chiều cao: 9 ft 5 in (2,87 m)
- Diện tích cánh: 177 ft² (16,4 m²)
- Trọng lượng rỗng: 2.489 lb (1.120 kg)
- Trọng lượng có tải: 3.756 lb (1.704 kg)
- Trọng lượng cất cánh tối đa: 4.003 lb (1.816 kg)
- Động cơ: 1 × Wright R-1510-26 kiểu động cơ piston bố trí tròn, 625 hp (466 kW)

 Hiệu suất bay 
- Vận tốc cực đại: 235 mph (204 kn, 378 km/h) trên độ cao 6.000 ft (1.380 m)
- Tầm bay: 976 mi (849 nmi, 1,570 km)
- Trần bay: 26.500 ft (8.075 m)
- Lên độ cao 6.000 ft (1.830 m): 2,6 phút

Trang bị vũ khí

- Súng: 2 × súng máy M1919 Browning ,30 in (7,62 mm)
- Bom: 2 × bom 116 lb (53 kg)